# Plegapteryx segmentata
Plegapteryx segmentata är en fjärilsart som beskrevs av W. Warren 1902. Plegapteryx segmentata ingår i släktet Plegapteryx och familjen mätare. Inga underarter finns listade i Catalogue of Life.